# باري ميلر (سياسي)
باري ميلر (بالإنجليزية: Barry Miller)‏ هو قاضي ومحامي وسياسي أمريكي، ولد في 25 ديسمبر 1864 في بارنويل في الولايات المتحدة، وتوفي في 20 يونيو 1933 في دالاس في الولايات المتحدة. حزبياً، نشط في الحزب الديمقراطي. وقد انتخب عضو مجلس ولاية تكساس.